# Dekret des russischen Präsidenten vom 6. November 1991
Das Dekret des russischen Präsidenten vom 6. November 1991 war ein Ukas (Dekret) von Boris Jelzin, dem Präsidenten der RSFSR, der die Tätigkeit der KPdSU und der Kommunistischen Partei der Russischen Sozialistischen Föderativen Sowjetrepublik (Kommunistische Partei der RSFSR) auf dem Territorium Russlands verbot.
Durch dieses Dekret wurde das Ende der KPdSU und der Kommunistischen Partei der RSFSR besiegelt und ihre Auflösung angeordnet. Mit diesem Schritt reagierte Jelzin auf den gescheiterten Putschversuch vom August 1991 gegen den sowjetischen Präsidenten Michail Gorbatschow.
Jelzin machte darin die Führungskader der kommunistischen Partei als Träger der Diktatur verantwortlich.
Bereits im März 1990 hatte der Abbau der Unionsorgane mit der Revision des Artikels 6 der Verfassung von 1977 begonnen, die den Führungsanspruch der KPdSU und ihre Stellung als Staatspartei beseitigte.
Wegen seiner Verwicklung in den Putschversuch wurde der sowjetische Geheimdienst KGB aufgelöst und seine Aufgaben den neuen Behörden FSB und Sluschba wneschnei raswedki übertragen.
Im November 1992 wurde das von Jelzin erlassene Dekret vom Verfassungsgericht zum Teil aufgehoben.